# Split Fiction
Split Fiction è un videogioco di avventura dinamica sviluppato dalla Hazelight Studios e pubblicato dalla Electronic Arts per PlayStation 5, Windows e Xbox Series X/S il 6 marzo 2025 e per Nintendo Switch 2 il 5 giugno 2025. Il gioco ha ricevuto un ampio plauso dalla critica e ha venduto oltre 2 milioni di copie in una settimana.

## Trama
Le scrittrici Mio Hudson e Zoe Foster vengono invitate dalla Rader Publishing a testare un dispositivo sperimentale chiamato "The Machine", insieme ad altri quattro autori. Il CEO J.D. Rader (Ben Turner) spiega che la macchina permette di vivere in prima persona la storia da loro scritta. Durante l'attivazione, gli utenti vengono posti in animazione sospesa all'interno di bolle individuali. Mio, inizialmente scettica, cerca di sottrarsi all’esperimento ma, in seguito a una colluttazione, finisce accidentalmente nella bolla di Zoe.
Le due si ritrovano catapultate all'interno delle rispettive storie: prima nel mondo fantasy creato da Zoe, poi in quello fantascientifico di Mio, a causa di un malfunzionamento. Il sistema, non progettato per ospitare due persone nella stessa simulazione, comincia a generare gravi anomalie e diventa impossibile da disattivare. Rader, pur avvisato dai suoi collaboratori (Joseph Capp, Christy Meyer, Rich Keeble), decide di proseguire l’esperimento, ritenendolo troppo prezioso.
Mio scopre che Rader sta sfruttando le simulazioni non solo per acquisire le storie presentate, ma anche per estrarre idee latenti e incomplete direttamente dalla memoria dei partecipanti. Con l’aiuto di Zoe, decide quindi di sabotare il sistema, cercando i glitch per destabilizzarlo. Dopo vari tentativi di comunicazione e uno scontro con gli scienziati (tra cui Nneka Okoye e Dario Coates), Rader tenta invano di corrompere Mio e in seguito licenzia il team quando si oppone all’intensificazione dell’esperimento.
Nel subconscio di Mio, le protagoniste affrontano una versione oscura di lei stessa, incarnazione delle sue emozioni represse, che viene sconfitta grazie al sostegno di Zoe. In quello di Zoe, devono affrontare ricordi legati alla morte della sorella Ella, colpa che Zoe ha sempre portato con sé. Solo accettando il proprio dolore, entrambe riescono a superare i traumi.
Quando Rader entra forzatamente nella simulazione in forma di entità divina, Mio e Zoe uniscono le forze per sconfiggerlo e distruggere la macchina. Liberate, assistono al suo arresto. Un anno dopo, pubblicano insieme il romanzo Split Fiction, ispirato agli eventi vissuti nel simulatore.

## Modalità di gioco
Come nel precedente titolo di Hazelight, It Takes Two, Split Fiction è progettato esclusivamente per il gioco cooperativo a schermo condiviso, da affrontare in due giocatori sia in locale sia online. I giocatori controllano Zoe e Mio, due scrittrici intrappolate nei mondi delle loro stesse storie. I due personaggi devono collaborare per superare sfide e pericoli, attraversando ambientazioni ispirate alla narrativa fantasy e alla fantascienza.
Il gioco è un videogioco d'avventura dinamica in visuale in terza persona, in cui i giocatori affrontano fasi di platform e combattimenti contro nemici ostili. Ogni livello propone una meccanica di gioco unica: in uno si cavalcano draghi, in un altro si impugnano spade laser. Le abilità dei personaggi variano da livello a livello, richiedendo cooperazione e uso complementare delle capacità di Zoe e Mio per progredire.
Oltre alla trama principale, sono presenti contenuti secondari chiamati Side Stories, accessibili attraverso portali speciali. Queste missioni opzionali si basano su idee e racconti incompiuti scritti dalle protagoniste durante l'infanzia, e presentano a loro volta meccaniche di gioco originali.

## Sviluppo e pubblicazione
Split Fiction è stato annunciato per la prima volta da Hazelight Studios e dal game director Josef Fares durante The Game Awards 2024. Lo sviluppo del gioco è iniziato dopo l’uscita di It Takes Two nel 2021, coinvolgendo un team di circa 80 persone e facendo uso dell'Unreal Engine 5. I protagonisti, Zoe e Mio, prendono il nome dalle figlie di Fares, e la trama è stata descritta dallo stesso autore come ispirata a un "buddy movie", in cui due perfetti sconosciuti devono imparare a collaborare per sopravvivere.
Una delle principali sfide del progetto è stata la realizzazione di numerose meccaniche di gioco diverse, ciascuna delle quali richiedeva uno sviluppo approfondito per garantire controlli fluidi e intuitivi, nonostante alcune sequenze durassero solo pochi minuti. Split Fiction è stato pubblicato il 6 marzo 2025 su PlayStation 5, Windows e Xbox Series X/S, con una versione per Nintendo Switch 2 prevista per il 5 giugno dello stesso anno. Il titolo supporta il gioco multipiattaforma e include la funzione "Friend’s Pass", che consente a un secondo giocatore di unirsi gratuitamente alla partita. Come i precedenti titoli dello studio, è stato distribuito sotto l'etichetta EA Originals.

## Accoglienza
| Testata                            | Versione           | Giudizio                 |
| ---------------------------------- | ------------------ | ------------------------ |
| Metacritic (media al 6 marzo 2025) | PC                 | (PC) 90/100              |
| Metacritic (media al 6 marzo 2025) | PS5                | (PS5) 91/100             |
| Metacritic (media al 6 marzo 2025) | XBOX X\|S          | (Xbox Series X/S) 92/100 |
| OpenCritic                         | PC, PS5, XBOX X\|S | 98%                      |
| IGN Italia                         | PS5                | 9/10                     |
| SpazioGames                        | PS5                | 9/10                     |
| Multiplayer.it                     | PS5                | 9/10                     |
| The Games Machine                  | PC                 | 9/10                     |
| NerdMovieProductions               | PC                 | 9.3/10                   |

Split Fiction ha ricevuto un'accoglienza estremamente positiva da parte della critica, ottenendo giudizi di "acclamazione universale" secondo il sito di aggregazione Metacritic. Anche OpenCritic ha riportato che il 98% dei critici ha consigliato il gioco.
Il gioco ha venduto oltre un milione di copie nei primi due giorni dal lancio, superando i due milioni di unità nella prima settimana. A due settimane dall’uscita è stata annunciata la produzione di un adattamento cinematografico, con il coinvolgimento di Story Kitchen nella selezione del cast, degli sceneggiatori e del regista. I diritti per la trasposizione sono oggetto di una gara d’appalto tra diversi studios.